# 関税同盟

欧州連合関税同盟
ユーラシア関税同盟
メルコスール
アンデス共同体
東アフリカ共同体
南部アフリカ関税同盟
湾岸協力会議
スイス・リヒテンシュタイン間
カリブ共同体
中米統合機構
西アフリカ諸国経済共同体

関税同盟（かんぜいどうめい）は、外部に対する関税に共通の制度を適用することを伴う自由貿易地域。

## 概要
参加国は外部地域との貿易について共通の政策を策定しているが、場合によっては異なる輸入割当を適用している。また共通競争政策も競争の障壁を回避する効果を持っている。
関税同盟の設立目的は効率性の上昇であるが、この他に参加国間でのより強固な政治的・文化的結束を図ることも含まれる。
関税同盟は経済統合の第3段階目に位置づけられ、貿易協定を通じて設立される。

## 実例
共同市場や経済通貨同盟も関税同盟に含まれる。
- 南部アフリカ関税同盟（英語版）
- 東アフリカ共同体
- 湾岸協力会議
- メルコスール
- 中米関税同盟
- 欧州連合関税同盟
- 欧州連合・トルコ間
- 欧州連合・アンドラ間
- 欧州連合・サンマリノ間
- 中央アフリカ経済通貨共同体 (CEMAC)
- 西アフリカ諸国経済共同体 (ECOWAS、西アフリカ経済通貨同盟 (UEMAC))
- アンデス共同体 (CAN)
- ユーラシア関税同盟（EACU、ユーラシア経済共同体）

- 東南部アフリカ市場共同体 (COMESA)
- イスラエル・パレスチナ自治区間
- スイス・リヒテンシュタイン間

### 設立が提唱されているもの
- 南部アフリカ開発共同体 (SADC)
- 中部アフリカ諸国経済共同体 (ECCAS)
- アフリカ経済共同体 (AEC)
- アラブ関税同盟(ACU)
- オーストラリア・ニュージーランド間(経済関係緊密化（英語版）)

### かつて存在したもの
- 中部アフリカ関税経済同盟 - CEMACに引き継がれている。
- ザールラント - 1925年、フランスの関税同盟に組み込まれる。
- ドイツ関税同盟
- レバノン・シリア間の関税同盟
- 欧州石炭鉄鋼共同体[1]
- 欧州経済共同体[1]